# Kouadio Éric Kouamé
Kouadio Éric Kouamé (* im 20. oder 21. Jahrhundert) ist ein ivorischer Leichtathlet, der sich auf den Sprint spezialisiert hat.

## Sportliche Laufbahn
Erste internationale Erfahrungen sammelte Kouadio Éric Kouamé im Jahr 2024, als er bei den Afrikameisterschaften in Douala mit 10,62 s und 21,68 s jeweils in der ersten Runde über 100- und 200-Meter ausschied. Zudem gewann er mit der ivorischen 4-mal-100-Meter-Staffel in 39,77 s gemeinsam mit Gnamien Nehemie N'Goran, Ismaël Koné und Arthur Cissé die Bronzemedaille hinter den Teams aus Ghana und Nigeria.

## Persönliche Bestzeiten
- 100 Meter: 10,36 s (+0,3 m/s), 4. Juni 2024 in Accra
- 200 Meter: 21,37 s (−2,5 m/s), 5. Juni 2024 in Accra